# Нове-Мєсто-под-Смркем
Нове-Мєсто-под-Смркем (буквально — Нове місто під Ялиною) (чеськ. Nové Město pod Smrkem; в минулому нім. Neustadt an der Tafelfichte) — місто у північній Чехії, у районі Ліберець Ліберецького краю.
Розташоване на річці Ломніца у північній частині хребта Їзерських гір. За 4 км від міста знаходиться кордон з Польщею.

## Історія

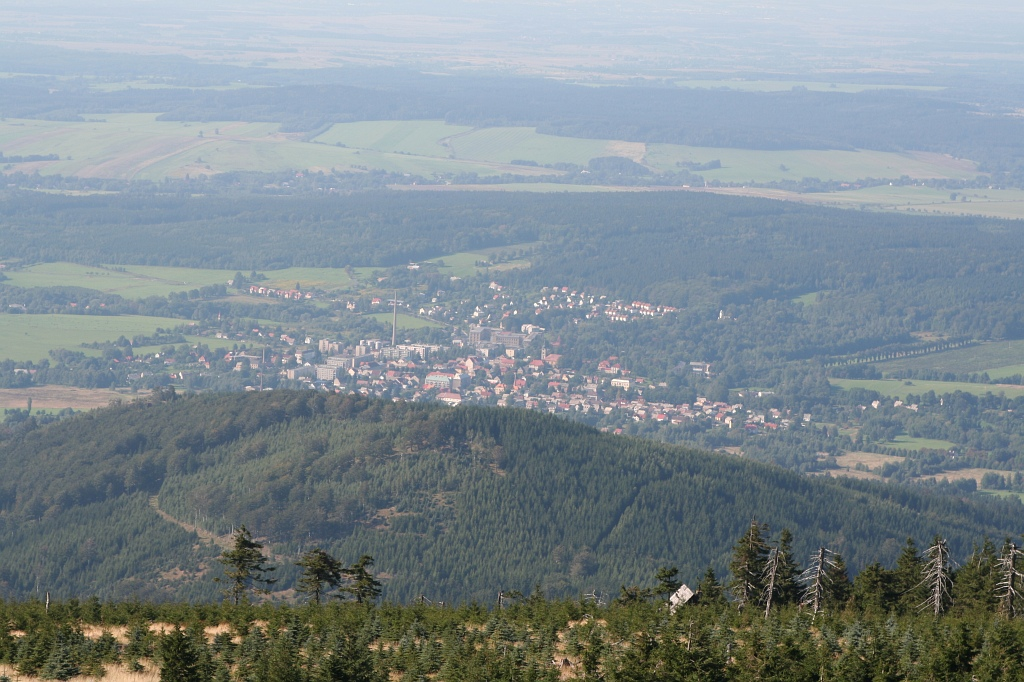
Вид на Нове-Мєсто-под-Смркем з вершини гори Смрк

Виникненню міста сприяло виявлене тут родовище олова та інших кольорових металів. Рудокопи оселялися біля штольні. Перша письмова згадка про місто — в 1584.
Видобуток металів припинився у середині XVII століття. Мешканці почали займатися, в основному, деревообробкою, вирощуванням та переробкою льону, ткацтвом, а згодом і виробництвом порцеляни.
Після закінчення Другої світової війни німецьке населення міста було депортовано.

## Пам'ятки
- Костел св. Петра і Павла.
- Костел св. Катерини — колишня євангельська церква, побудована в 1607. У 1821 був знищений, а наприкінці XIX століття відновлений.
- Пам'ятник Готфріду Менцелю (1880).
- Мавзолей Клінгера (1901), засновника міської текстильної компанії.

## Населення
| Рік  | Чисельність | Чисельність |
| ---- | ----------- | ----------- |
| 1869 | 5233        | [ 8 ]       |
| 1880 | 5390        | [ 8 ]       |
| 1890 | 5949        | [ 8 ]       |
| 1900 | 7289        | [ 8 ]       |
| 1910 | 7510        | [ 8 ]       |
| 1921 | 5811        | [ 8 ]       |

| Рік  | Чисельність | Чисельність |
| ---- | ----------- | ----------- |
| 1930 | 5687        | [ 8 ]       |
| 1950 | 3352        | [ 8 ]       |
| 1961 | 3433        | [ 8 ]       |
| 1970 | 3442        | [ 8 ]       |
| 1980 | 3916        | [ 8 ]       |
| 1991 | 3883        | [ 8 ]       |

| Рік  | Чисельність | Чисельність |
| ---- | ----------- | ----------- |
| 2001 | 4018        | [ 8 ]       |
| 2014 | 3829        | [ 9 ]       |
| 2016 | 3771        | [ 10 ]      |
| 2017 | 3753        | [ 11 ]      |
| 2018 | 3711        | [ 12 ]      |
| 2019 | 3674        | [ 13 ]      |

| Рік  | Чисельність | Чисельність |
| ---- | ----------- | ----------- |
| 2020 | 3716        | [ 14 ]      |
| 2021 | 3704        | [ 15 ]      |
| 2021 | 3496        | [ 16 ]      |
| 2022 | 3663        | [ 17 ]      |
| 2023 | 3754        | [ 18 ]      |
| 2024 | 3757        | [ 5 ]       |

| Рік  | Чисельність | Чисельність |
| ---- | ----------- | ----------- |
| 1869 | 5233        | [ 8 ]       |
| 1880 | 5390        | [ 8 ]       |
| 1890 | 5949        | [ 8 ]       |
| 1900 | 7289        | [ 8 ]       |
| 1910 | 7510        | [ 8 ]       |
| 1921 | 5811        | [ 8 ]       |

| Рік  | Чисельність | Чисельність |
| ---- | ----------- | ----------- |
| 1930 | 5687        | [ 8 ]       |
| 1950 | 3352        | [ 8 ]       |
| 1961 | 3433        | [ 8 ]       |
| 1970 | 3442        | [ 8 ]       |
| 1980 | 3916        | [ 8 ]       |
| 1991 | 3883        | [ 8 ]       |

| Рік  | Чисельність | Чисельність |
| ---- | ----------- | ----------- |
| 2001 | 4018        | [ 8 ]       |
| 2014 | 3829        | [ 9 ]       |
| 2016 | 3771        | [ 10 ]      |
| 2017 | 3753        | [ 11 ]      |
| 2018 | 3711        | [ 12 ]      |
| 2019 | 3674        | [ 13 ]      |

| Рік  | Чисельність | Чисельність |
| ---- | ----------- | ----------- |
| 2020 | 3716        | [ 14 ]      |
| 2021 | 3704        | [ 15 ]      |
| 2021 | 3496        | [ 16 ]      |
| 2022 | 3663        | [ 17 ]      |
| 2023 | 3754        | [ 18 ]      |
| 2024 | 3757        | [ 5 ]       |

|  |

## Міста-побратими
- Мірськ, Польща
- Сверадув-Здруй, Польща